# The Canadian Entomologist
The Canadian Entomologist – kanadyjskie recenzowane czasopismo naukowe, publikujące w dziedzinie entomologii. Wydawane jest nieprzerwanie od 1868 roku przez, najpierw Entomological Society of Ontario, a później Entomological Society of Canada. 
Współcześnie jest dystrybuowane w ponad 55 krajach świata. Od stycznia 2012 wydawane jest przez Cambridge University Press. Czasopismo publikuje zarówno większe przeglądy (do 15 stron), jak krótkie notki, zarówno w języku angielskim, jak i języku francuskim. W przypadku angielskiego pożądany jest francuski abstrakt. Pismo ukazuje się 6 razy w roku. Dla członków Entomological Society of Canada jest ono dostępne bezpłatnie.
Obecnym redaktorem naczelnym jest dr. Christopher Buddle, a asystentem Andrew Smith.